# Someone to Love
A Someone To Love című dal a brit East 17 nevű fiúcsapat 3. és egyben utolsó kimásolt kislemeze az Up All Night című stúdióalbumról. A dal Maxi CD változata több színű lemezen is megjelent, úgy mint sárga, zöld, kék, piros.

## Megjelenések
CD Single (Green)  London Records – 850 688-2
1. Steamin' Into Someone (The Rose & Foster Combination Mix) - 9:35
2. Someone To Love (Summer Of Love Mix) - 4:00
3. It's Alright / House Of Love (Live) - 10:33

## Slágerlista
| Slágerlista (1996)                           | Legjobb helyezés |
| -------------------------------------------- | ---------------- |
| Svédország (Sverigetopplistan)               | 42               |
| Németország (Official German Chart)          | 47               |
| Írország (IRMA)                              | 16               |
| Svájc (Schweizer Hitparade)                  | 27               |
| Egyesült Királyság (Official Charts Company) | 16               |